# Fronteras Electrónicas España
Fronteras Electrónicas España (FrEE) fue un grupo de defensa de los ciberderechos que actuó en la Internet hispana entre los años 1996 y 2000. Nació en 1996 de la mano de DA5ID (David Casacuberta), Marco13, José Luís Martín Más, Anabomber y Oscar 999. Procedían de la filosofía ciberpunk y desde 1994 publicaban el fanzine de cibercultura "Global Drome", que después se convirtió en una web.

## Alianzas
En sus inicios, FrEE se alió con la Electronic Frontier Foundation aunque posteriormente se desvinculó de esta organización. Mantuvo también alianzas con la Global Internet Liberty Campaign (GILC), FITUG en Alemania, Cyber Rights & Cyber Liberties en Gran Bretaña, XS4all en Holanda, la Strano Network en Italia y la Asociación de Usuarios de Internet francesa. 

## Actividad
En su época de mayor auge, FrEE congregó a unas 25 personas en su lista de organización interna y 420 estuvieron suscritas a su boletín electrónico semanal "FrEE-Noticias". Montó diversas campañas y emitía regularmente comunicados sobre temas de actualidad relacionados con ciberderechos, leyes, privacidad, criptografía y otros. En 1998, la Comisión de Internet del Senado de España invitó a la organización a presentar sus posturas.
Entre sus miembros hubo destacados personajes de la vida internauta como el propio David Casacuberta, presidente de la organización durante su existencia, José Manuel Gómez, editor de Kriptópolis, los abogados Carlos Sánchez Almeida y Javier Maestre, el presidente de la Asociación de Internautas Víctor Domingo, los periodistas Javier Villate, Ángel Cortés, José Antonio del Moral y Mercè Molist o los ingenieros José Luís Martín Mas y Jesús Cea Avión.

## Las huelgas por la Tarifa Plana
FrEE jugó un importante papel en las Huelgas por la Tarifa Plana del año 1998. Emitió un comunicado de apoyo de la primera, realizada el 3 de septiembre de aquel año, y entró directamente en la organización de la segunda, el 3 de octubre, junto con el Grupo Tarifa Plana (GTP) y las plataformas La Huelga (PLH) y Tarifa Plana (PTP). Las huelgas pretendían la implantación en España de una tarifa plana de conexión a Internet y la ampliación del horario de tarifa reducida para Internet y teléfono. 
En 1999, apoyaron y promovieron una tercera huelga que, como las otras, consistió en no conectarse a Internet ni utilizar el teléfono durante un día, en esta ocasión el 31 de enero. Junto a FrEE, organizaban la protesta los grupos españoles Plataforma La Huelga (PLH), Unión de Cybernautas (UCY), Asociación de Internautas (AI) e Internautas por la Paz. Fue la primera que se convocó a nivel europeo, con la participación de organizaciones de Francia, Italia, Suiza, Portugal, Holanda, Polonia y Grecia. En todos los países se protestaba por las subidas de las tarifas de las compañías telefónicas. En España se le añadía el mal funcionamiento de Infovía Plus.

## Fin
El 10 de agosto de 2000, FrEE emitió su último comunicado, donde anunciaba su disolución y la incorporación de algunos de sus miembros a un nuevo proyecto: el capítulo español de la organización Computer Professionals for Social Responsibility (CPSR). A continuación se reproducen diversos extractos de este comunicado:
Hay pocas cosas hechas para durar. FrEE no era una de ellas.
Desde el principio, FrEE nació con vocación de desaparecer. Una vez se hubieran cimentado diversos principios, una vez que el internauta medio fuera consciente de sus derechos, una vez que se respetaran esos derechos, dejaríamos de ser necesarios.
Desde que comenzamos, la batalla por la libertad de expresión ha sido casi podemos decir que ganada. Es difícil que hoy se planteen en este país proyectos serios de censura y control de Internet. El cifrado tiende a ser cada vez más una tecnología al alcance de todos, y los usuarios de Internet están tomando conciencia de la importancia de su privacidad. Se han empezado a dar los pasos hacia el acceso universal...
¿Podemos decir entonces que FrEE ya no es necesaria? En realidad, no. Quedarían muchas cosas por hacer tan sólo en las áreas mencionadas anteriormente. Y se abren nuevos frentes. Tras la "batalla" por la Internet no controlada por los gobiernos, se está avecinando una nueva lucha, la "batalla" por la Internet no controlada por las empresas. Pero no nos hemos visto con capacidad para afrontar los nuevos retos con toda la energía que sería necesaria.
Últimamente se había visto reducida nuestra actividad, por estar la gente muy ocupada. Y hemos visto que determinadas cuestiones ya no se pueden abordar simplemente al nivel de España, siendo necesario mirar hacia la Unión Europea.
Mirando hacia atrás, podemos decir que hemos sido una organización pequeña, sin demasiados medios, y que no ha podido hacer todo lo que habría sido deseable. Pero podemos decir con orgullo que hemos logrado algunas cosas. Mostramos a muchas personas el mundo de los ciberderechos con el boletín FrEE Noticias, cuando pocas publicaciones, en papel o electrónicas, hablaban de estos asuntos. Hemos hecho que la gente se preocupe por su privacidad, y hemos enseñado a muchos a dar sus primeros pasos con programas como PGP. Hemos defendido contra viento y marea una Internet libre y para todos. El Senado escuchó nuestra voz a través de la Comisión Especial de Internet, que incluyó en sus conclusiones algunos de nuestros planteamientos. Hemos apoyado la lucha de otras asociaciones en pro de la tarifa plana, defendiendo el derecho al acceso universal. Y en definitiva, hemos querido dar a conocer Internet como un medio excelente para una sociedad mejor y más justa.

## Comunicados
Républica Internet conserva los comunicados que emitió FrEE durante su existencia:
1996:
- Carta a la Asociación de Naciones del Sudeste de Asia con respecto a sus decisiones sobre la red.

1997:
- Serbia pide libertad , 9 de enero de 1997.
- Serbia: Primera victoria de los manifestantes , 25 de febrero de 1997.
- Amenazas a la revista Rebelión
- Organizaciones de derechos civiles británicas y de otros países se oponen a una normativa sobre cifrado, abril de 1997.
- Carta de varias organizaciones al canciller Kohl de Alemania , 9 de mayo de 1997
- FrEE condena el asesinato de Miguel Ángel Blanco , 19 de julio de 1997.
- El ataque a IGC, una agresión a la libertad de expresión , 25 de julio de 1997.
- Alerta de GILC sobre Australia , 1 de agosto de 1997.
- Comunicado de GILC sobre el ataque a IGC , 8 de agosto de 1997.
- ¿Censura en la Universidad de Málaga?

1998:
- Telefónica factura algunos días festivos como laborables
- Para que ningún monopolio controle Internet , 28 de mayo de 1998.
- La fiscalía italiana secuestra el servidor de Isole Nella Rete , 30 de junio de 1998.
- La Ley General de Telecomunicaciones deja la puerta abierta a los sistemas obligatorios de almacenamiento centralizado de claves, 6 de julio de 1998.
- FrEE exige tarifa plana y ampliación del horario de tarifa reducida , 31 de agosto de 1998.
- Comunicado de FrEE tras el 3S , 8 de septiembre de 1998.
- Comunicado de GILC sobre el Tratado de Wassenaar , 15 de septiembre de 1998.
- Comunicado conjunto de FrEE, GTP, PLH, PTP y Grupo Movilización , 17 de septiembre de 1998.
- La criptografía en los medios , 2 de noviembre de 1998.
- Confusas noticias sobre hackers , 30 de noviembre de 1998.
- Declaración de GILC en el Aniversario de la Declaración Universal de Derechos Humanos , 15 de diciembre de 1998.
- Campaña de apoyo a disidentes chinos, 17 de diciembre de 1998.
- ¿Libertad de expresión?, 25 de diciembre de 1998.

1999:
- FrEE denuncia irregularidades en el caso !Hispahack, 10 de enero de 1999.
- FrEE llama a la huelga el día 31, 28 de enero de 1999.
- FrEE avisa contra el mailbombing, 18 de febrero de 1999.
- Comunicado sobre altern.org, 7 de marzo de 1999.
- Comunicado sobre ENFOPOL, 17 de abril de 1999.
- No a la regulación de información, 30 de abril de 1999.
- Censura de alt.sex , 30 de abril de 1999.
- Comunicado sobre la aprobación de ENFOPOL, 12 de mayo de 1999.
- Censura en IRC Hispano , 24 de mayo de 1999.
- Freno a ENFOPOL, 24 de mayo de 1999.
- Europarlamentarios españoles a favor de ENFOPOL, 4 de junio de 1999.
- Sobre censura, empresa y autorregulación, 9 de junio de 1999.
- Comunicado sobre la Ley de Propiedad Intelectual de la UE, 30 de junio de 1999.
- Nuevo pronunciamiento de FrEE ante los intentos de criminalización de Internet, 27 de julio de 1999.
- FrEE pide más seguridad a los grandes proveedores, 27 de septiembre de 1999.
- El derecho a cifrar, 18 de diciembre de 1999.

2000: 
- FrEE reclama la reforma del dominio .es, 16 de enero de 2000.
- FrEE reclama el derecho a Internet de los presos, 9 de febrero de 2000.
- FrEE exige a Telefónica que deje de jugar con nuestros datos, 7 de marzo de 2000.
- FrEE denuncia la presión censora contra Nodo50, 20 de marzo de 2000.
- Adiós, FrEE. Carta de despedida, 10 de agosto de 2000.